# Metalampra
Metalampra là một chi the concealer moth họ (Oecophoridae). Among these, it belongs to subhọ Oecophorinae. It was originally established as a phân chi của Borkhausenia.
Loài của Metalampra include:
- Metalampra cinnamomea (Zeller, 1839)
- Metalampra italica
- Metalampra diminutella (Rebel, 1931)